# Risoluzione 544 del Consiglio di sicurezza delle Nazioni Unite
La risoluzione 544 del Consiglio di sicurezza delle Nazioni Unite, adottata all'unanimità il 15 dicembre 1983, ha rilevato un rapporto del segretario generale secondo cui, a causa delle circostanze esistenti, la presenza della Forza di mantenimento della pace delle Nazioni Unite a Cipro (UNFICYP) sarebbe continuata a essere essenziale per una stabilizzazione pacifica. Il consiglio ha espresso il desiderio che tutte le parti appoggiassero l'accordo in dieci punti per la ripresa dei colloqui intercomunitari e ha chiesto al Segretario generale di riferire nuovamente entro il 31 maggio 1984, per seguire l'attuazione della risoluzione.
Il consiglio ha riaffermato le sue precedenti risoluzioni, inclusa la risoluzione 365 (1974), ha espresso preoccupazione per la situazione, ha esortato le parti coinvolte a lavorare insieme per la pace e ancora una volta ha esteso lo stazionamento della Forza a Cipro, stabilito nella risoluzione 186 (1964), fino al 15 giugno 1984.